# اوله بیریل
اوله بیریل (انگلیسی: Ole Byriel؛ زادهٔ ۳ ژانویهٔ ۱۹۵۸) دوچرخه‌سوار اهل دانمارک است.